# Polienă
Polienele sunt compuși organici poli-nesaturați, ce conțin una sau mai multe secvențe cu legături duble, ce alternează cu legături simple în trei atomi de carbon de pe catenă. În poliene electronii sunt conjugați (delocalizați), oferind o stare de joasă energiei moleculei.
Compușii organici cu 2 duble legături se numesc diene, cei cu 3, triene și cei cu 4, tetraene etc.

Amfotericina B este un exemplu de polienă utilizat drept antifungic

Mulți compuși grași și vopsele ce se încadrează în aceeași categorie sunt poliene.